# Frédéric Mauro
Pour les articles homonymes, voir Mauro.
Frédéric Mauro, né le 24 octobre 1921 à Valenciennes et mort le 11 juin 2001 à Paris, est un historien français. 
Élève de Fernand Braudel, il est un spécialiste de l'histoire économique de l'Amérique latine, en particulier du Brésil.

## Biographie
Frédéric Mauro est né le 24 octobre 1921 à Valenciennes. Son père est ingénieur civil des ponts et chaussées.

### Carrière
Agrégé d'histoire en 1947, Frédéric Mauro est d'abord professeur au lycée du Mans en 1947-1948, puis, après un séjour à New York en 1948-1949, assistant à l'université de Toulouse,. Il y est élu professeur des universités en 1958. 
De 1967 à sa retraite en 1991, il est titulaire, à l'université de Nanterre, de la première chaire française d'histoire de l'Amérique latine et anime un séminaire à l'Institut des hautes études de l'Amérique latine,.

### Historien de l'école des Annales
Frédéric Mauro est, avec Pierre Chaunu, un des premiers élèves de Fernand Braudel, qu'il admire,. Il appartient donc à la deuxième génération de l'école des Annales. Ses travaux font partie de ceux « ayant conduit à renouveler l'histoire du passage entre le monde méditerranéen, le monde atlantique et le monde tout court », selon Olivier Grenouilleau.
Selon un partage institué par Fernand  Braudel, tandis que Pierre Chaunu étudie l'Atlantique espagnol, Frédéric Mauro se consacre à l'Atlantique portugais. Il soutient en 1957 sa thèse, sous la direction de Fernand Braudel. Intitulée Le Portugal et l'Atlantique au XVIIe siècle (1570-1670), elle est son œuvre majeure, qui, à partir de nombreuses séries statistiques, retrace l'évolution économique de l'empire atlantique portugais et fait de lui un spécialiste reconnu de l'histoire du Brésil et de l'Amérique latine en général,,. 
Dans les années 1960 et 1970, Frédéric Mauro se fait, dans ses publications, un ardent défenseur de l'école des Annales et de la scientificité de la discipline historique, notamment par le développement d'une histoire quantitative. Ensuite, dans les années 1990, il se montre pessimiste face aux évolutions de l'historiographie. Il critique le succès de l'histoire culturelle, la place redonnée à l'événement et à ce qu'il considère être le relativisme historique.

### Historien de l'Amérique latine
Frédéric Mauro est un auteur prolifique. Il écrit ou dirige une trentaine d'ouvrages,, publie plus de 240 articles dans différentes revues françaises et étrangères. Il assure la direction d'environ 80 thèses, en majorité rédigées par des doctorants sud-américains, notamment des réfugiés politiques. Il va régulièrement enseigner au Brésil, à São Paulo et au Mexique, à Monterrey.
Frédéric Mauro anime la recherche française consacrée à l'histoire de l'Amérique latine, à Toulouse puis à Paris,,. Il participe à la naissance en 1963 de la revue Caravelle,,, qui publie des études sur le monde hispanique et luso-brésilien, et il organise des colloques importants. Il présente et défend l'historiographie française de l'Amérique du Sud dans plusieurs publications.
Frédéric Mauro meurt le 11 juin 2001 à Paris,.

## Distinction et hommage
- Médaille d'argent du CNRS (1966)[15].
- Mélanges : Guy Martinière (dir.), Le Portugal et l'Europe Atlantique, le Brésil et l'Amérique latine : Mélanges offerts à Frédéric Mauro, Lisboa-Paris, Arquivos do Centro Cultural Calouste Gulbenkian (no 34), 1995, 1044 p..

## Principales publications

### Ouvrages personnels
- Le Portugal et l'Atlantique au XVIIe siècle, 1570-1670, Paris, SEVPEN, coll. « École Pratique des Hautes Études, VIe section, Centre de Recherches Historiques. / Ports, Routes, Trafics » (no 10), 1960 (réimpr. 1983), 550 p.[16],[17],[18],[19],[20],[21].
- Le Brésil au XVIIe siècle : Documents relatifs à l'Atlantique portugais, Coimbra, 1963, 310 p. (présentation en ligne)[18].
- Le développement économique de Monterrey, Mexique (1890-1960), Toulouse, 1964, 126 p..
- Le XVIe siècle européen. Aspects économiques, Paris, Presses universitaires de France, coll. « Nouvelle Clio » (no 32), 1966 (réimpr. 1970, 1981), 391 p. (ISBN 978-2130371397)[22],[23],[24].
- L'expansion européenne (1600-1870), Paris, Presses universitaires de France, coll. « Nouvelle Clio » (no 27), 1964 (réimpr. 1967, 1988, 1996), 486 p. (ISBN 9782130481317, lire en ligne)[25],[26].
- (pt) Nova história e Novo Mundo, São Paulo, Editora Perspectiva, 1969, 286 p. (ISBN 978-8527306140)[27],[28].
- Études économiques sur l'expansion portugaise 1500-1900, Paris, Fundaçao Calouste Gulbenkian, coll. « "Série historica & literaria". », 1970, 284 p.[29].
- Histoire de l'économie mondiale 1790-1970, Paris, Sirey, coll. « L'Économique » (no 6), 1971, 425 p.[30],[31],[32].
- Des produits et des hommes : Essais historiques latino-américains, XVIe – XXe siècle, Paris-La Haye, Mouton, coll. « Civilisations et Sociétés » (no 34), 1973 (réimpr. 1995), 174 p. (ISBN 9782307032366, lire en ligne)[33],[34],[35],[36].
- Histoire du Brésil, Paris, Presses universitaires de France, coll. « Que sais-je ? » (no 1533), 1973 (réimpr. 1979), 128 p. (ISBN 978-2130359005).
- L'Amérique espagnole et portugaise de 1920 à nos jours, Paris, Presses universitaires de France, coll. « SUP L'historien » (no 24), 1975, 231 p.[37],[38].
- Le Brésil du XVe siècle à la fin du XVIIe siècle, Paris, SEDES, coll. « Regards sur l'histoire » (no 120), 1977 (réimpr. 1997), 253 p. (ISBN 9782718190280)[39],[40],[41],[42].
- La vie quotidienne au Brésil au temps de Pedro II (1831-1889), Paris, Hachette, coll. « La vie quotidienne », 1980, 318 p. (ISBN 978-2010039676)[43].
- Histoire du café, Paris, Desjonquères, 1991 (réimpr. 2002, 2014), 291 p. (ISBN 9782843210495)[44],[45],[46].

### Ouvrages collectifs
- Frédéric Mauro et Mireille Simoni-Abbat, Civilisations de l'Amérique latine, Paris, 1971, 284 p.
- Histoire quantitative du Brésil de 1800 à 1930, Paris, Éditions du Centre National de la Recherche Scientifique, coll. « Colloques Internationaux du Centre National de la Recherche Scientifique » (no 543), 1973, 488 p.[47].
- Frédéric Mauro et Guy Bourdé (dir.), L’industrialisation des pays de la Plata: Éveils et somnolences, 1890-1970, Université de Paris-III, coll. « Travaux et mémoires de l'Institut des hautes études de l'Amérique latine » (no 33), 1980 (ISBN 978-2-37154-082-8, DOI 10.4000/books.iheal.3410, lire en ligne).
- Frédéric Mauro et Soline Alemany (dir.), Transport et commerce en Amérique latine, 1800-1970, Paris, L'Harmattan, coll. « Recherches et documents / Amérique latine », 1990, 276 p. (ISBN 9782738404411, lire en ligne)[48],[49].

### Notices biographiques
- Jean-Michel Blanquer, « Frédéric Mauro », Le Monde,‎ 22 juin 2001 (lire en ligne, consulté le 1er octobre 2023).
- Armelle Enders, « Deux disparitions parmi les historiens du monde luso-brésilien : Charles R. Boxer (1904-2000) et Frédéric Mauro (1921-2001) », Lusotopie, vol. 8, no 1,‎ 2001, p. 383–385 (lire en ligne, consulté le 1er octobre 2023).
- Pierre Vayssière, « Frédéric Mauro, historien des Annales », Caravelle. Cahiers du monde hispanique et luso-brésilien, vol. 78, no 1,‎ 2002, p. 293–304 (lire en ligne, consulté le 1er octobre 2023).
- Richard Marin, « Frédéric Mauro », dans Encyclopædia Universalis (lire en ligne).